# Чалапко Іван Архипович
Іва́н Архи́пович Чала́пко (1932 — після 1997) — український педагог, заслужений вчитель, відмінник народної освіти України.

## З життєпису
Закінчив Харківський педагогічний інститут та Київський університет.
34 роки відпрацював директором Користівської середньої школи — від 1963-го по 1997-й. Також з 1957 року працював на посаді інспектора шкіл Онуфріївського районного відділу освіти.